# Adobe Brackets
Adobe Brackets是Adobe Systems開發的一個以HTML、CSS及JavaScript編寫的HTML編輯器。在MIT許可證下的免費軟件，並於GitHub上維護。現可供三個平台下載使用，包括在Microsoft Windows、Mac OS X及Linux。
Adobe Brackets支持增加外掛程式以提供額外的功能擴展，目前可用的外掛程式例如支持增加偵錯、瀏覽器特定CSS前綴、JSDoc註解等。

## 转向社区支持
2021年4月，Adobe 宣布将于同年9月1日停止官方支持，并鼓励用户转用Visual Studio Code。由于Brackets本身作为开源软件发布于GitHub，随即有 Brackets社区宣布接手开发，并于2021年11月推出脱离Adobe，经社区维护的 2.0.0 Pre-release 版本。

## 外部連結
- Adobe Brackets（页面存档备份，存于）（英文）
- Adobe Brackets源碼（页面存档备份，存于）（英文）
- Adobe Brackets外掛程式列表（页面存档备份，存于）（英文）

1. ↑  , brackets.io, 2023-09-03  [2023-09-04], （原始内容存档于2023-08-29）